# Мартиненко Олександр Владленович
Олекса́ндр Владле́нович Марти́ненко (22 серпня 1960, Харків — 28 травня 2024, Київ) — український журналіст. Генеральний директор інформагентства «Інтерфакс-Україна».

## Життєпис
Народився 22 серпня 1960 року в Харкові. Закінчив економічний факультет Харківського університету, з 1982 працював інженером планового відділу на заводі «Комунар» у Харкові. Був членом КПРС
У 1984 р. був одним з організаторів першого підпільного концерту рок-гурту «Аквариум» у Харкові. У 1986 році став одним із засновників та президентом Харківського рок-клубу. Того ж року створив у Харкові машинописний часопис «Рок-кур'єр», у якому був головним редактором та автором публікацій під псевдонімом «М.Галя».
З березня 1987 р. по січень 1990 р. працював молодшим науковим співробітником кафедри планування народного господарства Харківського держуніверситету.
У 1989 р. вирішив змінити сферу діяльності та в січні 1990 р. став кореспондентом, а пізніше редактором відділу газети «Орієнтир ДіП», де працював до 1992 р. У 1990 р. був головним редактором першої в Україні «жовтої» газети «Таксі», яку випускав паралельно з роботою в цьому виданні разом із групою його журналістів. У 1992 р. був головним редактором агентства «Харків-новини».
У 1992 р. заснував інформаційне агентство «Інтерфакс-Україна» та став його президентом. У 1992—1998 рр. поєднував керівництво агентством з журналістикою, 4 роки працював у президентському пулі.
Багаторічний автор часопису «Дзеркало тижня», в якому публікував статті під псевдонімом "Олександр Макаров".
З червня до листопада 1998 р. — заступник глави Адміністрації Президента України з питань інформаційної сфери. З листопада 1998 р. по жовтень 2001 р. — Прессекретар Президента України. З жовтня 2001 року — консультант Адміністрації президента України.
З квітня 2001 р. до вересня 2002 р. — секретар Ради з питань інформаційної політики при Президентові України.
З 17 червня 2002 р. до 6 вересня 2003 р. — член Нацради з питань телебачення і радіомовлення.
З 2003 року — генеральний директор «Інтерфакс-Україна».
Помер 28 травня 2024 року в Києві у віці 63 років.

## Нагороди
- орден «За заслуги» II ступеня (28 червня 2024, посмертно) — за значні заслуги у зміцненні української державності, мужність і самовідданість, виявлені у захисті суверенітету та територіальної цілісності України, вагомий особистий внесок у розвиток різних сфер суспільного життя, сумлінне виконання професійного обов'язку[14];
- орден «За заслуги» III ступеня (23 серпня 2022) — за значні заслуги у зміцненні української державності, мужність і самовідданість, виявлені у захисті суверенітету та територіальної цілісності України, вагомий особистий внесок у розвиток різних сфер суспільного життя, відстоювання національних інтересів нашої держави, сумлінне виконання професійного обов'язку[15];
- орден князя Ярослава Мудрого V ступеня (27 червня 2020) — за значний особистий внесок у державне будівництво, зміцнення національної безпеки, соціально-економічний, науково-технічний, культурно-освітній розвиток Української держави, вагомі трудові досягнення, багаторічну сумлінну працю[16],
- заслужений журналіст України (26 серпня 2010) — за вагомий особистий внесок у розвиток вітчизняної журналістики, високу професійну майстерність[17].